# Henri Estienne, o Velho
Henricus Stephanus Primus (1470-1520) (* Paris, 1470 † Paris, 24 de Julho de 1520) foi antiquariano, impressor e livreiro francês. Foi fundador de uma dinastia de impressores na França.

## Publicações
- Fragmenta Poetarum veterum Latinorum, quorum opera non extant, 1564
- Traité preparatiff à l'Apologie pour Herodote - Bénédicte Boudou, 2007
- Sancti Pauli Epistolae XIV ex vulgata editione adjecta intelligentia ex graeco, cum commentariis Iac. Fabri Stapulensis pub. em Paris por Henri Estienne em 1512 e em 1516[1]
- Aristotelis Ethica, interprete Leonardo Aretino, 1511[2]